# Thomas Middleton
Thomas Middleton (gedoopt in Londen, 18 april 1580 – begraven Newington Butts, 4 juli 1627) was een Engels toneelschrijver die actief was tijdens de regeringsperiode van Jacobus I.
Middleton was de zoon van een meester-metselaar uit Londen. Hij studeerde in Oxford, maar behaalde er geen graad. Al voor hij Oxford verliet had hij een aantal gedichten gepubliceerd. In elk geval werkte hij al in 1602 aan toneelstukken, zoals blijkt uit de aantekeningen in de 'Diary' van theatermanager Philip Henslowe. 
In 1603 trouwde hij. Dat jaar werden de theaters noodgedwongen gesloten vanwege een uitbraak van de pest. Het was ook het jaar waarin Jacobus I de troon besteeg. Tijdens de sluitingsperiode van de theaters schreef Middleton een aantal pamfletten, en vervolgens wijdde hij zich weer geheel aan het toneel. Hij schreef zowel komedies als tragedies, voor verschillende gezelschappen.
Middleton schreef veel en deed dat aanvankelijk voor de jongensgezelschappen, zoals de Children of Paul's en voor de Admiral's Men. Voor de eerstgenoemde groep schreef hij tussen 1602 en 1607 o.a. de stukken A Mad World, My Masters, A Trick to Catch the Old One (1605) en Michaelmas Term (ca.1606). Voor volwassen spelers schreef hij het succesvolle satirische stuk A Chaste Maid in Cheapside (1611). Hij werkte samen met Thomas Dekker aan de komedies The Honest Whore (1604), The Family of Love  (1603-1607) en The Roaring Girl  (1610). Middleton verbond zich niet, zoals William Shakespeare en anderen wel deden, aan een bepaald gezelschap.
Vanaf 1613 schreef Middleton ook verschillende schouwspelen (pageants) voor de Lord Mayor (burgemeester) van Londen. In 1620 werd hij benoemd tot stadsgeschiedschrijver, wat hij zou blijven tot zijn dood in 1627. Ook in die periode bleef hij stukken produceren en werkte hij voor drie stukken samen met William Rowley: A Fair Quarrel  (gepubliceerd in 1617), The World Tossed at Tennis (1620) en de tragikomedie The Changeling (1622). 
Met John Webster schreef hij Anything for a Quiet Life (1621).
Veel succes oogstte hij met het politiek getinte stuk A Game at Chess (1624). Het stuk werd negen keer opgevoerd, waarna het, na protesten van de Spaanse ambassadeur, moest worden stilgezet. Zowel schrijver als spelers kregen een boete.
Een van zijn laatste stukken was de tragedie Women Beware Women (ca. 1625).

## Werk (selectie)
- Blurt, Master Constable (1602)
- The Phoenix (1603-04)
- A Trick to Catch the Old One (c.1605)
- The Puritan (1606)
- Your Five Gallants (1607)
- The Second Maiden's Tragedy (1611)
- No Wit, No Help like a Woman's (1611)
- A Chaste Maid in Cheapside (1611)
- The Witch (c.1613)
- Hengist, King of Kent (1619-1620)
- The Sun in Aries: A Pageant (1621)